# Russell Todd
Russell Todd Goldberg (* 14. März 1958 in Albany, New York) ist ein ehemaliger US-amerikanischer Schauspieler.

## Wissenswertes
Nach seinem Schulabschluss im Jahr 1976 studierte Todd zunächst Filmarbeit an der Syracuse University. Nachdem er das Studium vorzeitig abgebrochen hatte, arbeitete er zuerst eine Zeit lang für eine Modelagentur. Später absolvierte er eine Schauspielausbildung am Neighborhood Playhouse School of the Theatre in New York City.
Als Schauspieler war Todd von den frühen 1980er Jahren bis etwa Mitte der 1990er Jahre tätig. So spielte er 1981 eine Rolle in Freitag der 13. – Jason kehrt zurück und hatte ab 1987 beziehungsweise 1990 außerdem größere Rollen in den Fernsehserien High Mountain Rangers und Another World inne. Hinzu kamen Gastauftritte in Episoden von Serien wie Trio mit vier Fäusten, Reich und Schön und Schatten der Leidenschaft.
Ab 1997 kehrte Todd der Schauspielerei weitestgehend den Rücken und machte sich später mit einer Fotografenagentur selbstständig.

## Filmografie (Auszug)
- 1980: Panische Angst
- 1981: Freitag der 13. – Jason kehrt zurück (Friday the 13th Part 2)
- 1984: Beach Parties – Sonne, Sex und Sunnyboys
- 1985–1986: Trio mit vier Fäusten (TV-Serie, 2 Folgen)
- 1986: Shopping (Chopping Mall)
- 1986: Throb (TV-Serie, 1 Folge)
- 1987: Jake und McCabe – Durch dick und dünn (TV-Serie, 1 Folge)
- 1987–1988: High Mountain Rangers (TV-Serie, 13 Folgen)
- 1989: Jesse Hawkes (TV-Serie, 1 Folge)
- 1989–1995: Reich und Schön (TV-Serie, 4 Folgen)
- 1990: Die Mördergrube
- 1990: Face the Edge
- 1990: Ein Mann für Randado
- 1990–1992: Another World (TV-Serie, 129 Folgen)
- 1993: Schatten der Leidenschaft (TV-Serie, 10 Folgen)
- 1996: Club V.R.
- 2004: William Lawson’s: Scottish Instinct (Kurzfilm)